# Hues Corporation
Hues Corporation foi um trio de música pop e soul formado em Santa Monica, Califórnia em 1969. Eles são mais conhecidos por seu hit de 1974 "Rock the Boat", que vendeu mais de dois milhões de cópias.

## Carreira
Antes do sucesso, abriam apresentações de outros artistas como Frank Sinatra, Milton Berle, Nancy Sinatra e Glen Campbell. Originalmente tinha uma linha de três cantores e três sidemen. Os sidemen eram Joey Rivera from The Checkmates; Monti Lawston e Bob "Bullet" Bailey, anteriormente do "The Leaves". Bailey, Rivera, e Lawston deixaram a banda para formar o Goodstuff.
O nome do grupo era um trocadilho com "Hughes Corporation". Os membros da banda eram St. Clair Lee (nascido Bernard St. Clair Lee, 24 de abril de 1944, San Francisco, Califórnia, morto em 2011), Fleming Williams (nascido em 1943, Flint, Michigan, e morto aos 55 anos em 15 de fevereiro de 1998 ) e Hubert Ann Kelley (nascido em 24 de abril de 1947, Fairfield, Alabama). A escolha original para o nome do grupo foi "The Children of Howard Hughes", recusado pela gravadora.
Em 1972 apareceram no filme blaxploitation Blacula, estrelado por William Marshall, além de gravarem três músicas para a trilha sonora do filme: "There He Is Again", "What The World Knows," e "I'm Gonna Catch You." Pouco tempo depois, assinaram contrato com a RCA e tiveram seu primeiro single, "Freedom For The Stallion", do álbum de mesmo nome, que se tornou um sucesso moderado, alcançando # 63 na Billboard Hot 100.
A canção "Rock the Boat" tornou-se hit # 1  na principal tabela musical da Billboard e é a canção assinatura do grupo. "Rock the Boat" foi escrita por Waldo Holmes e foi lançada nos EUA em fevereiro de 1974 e no Reino Unido em julho desse ano. Esteve na primeira colocação durante uma semana no EUA e na 6ª posição por duas semanas no Reino Unido. Permaneceu por 20 semanas na tabela dos EUA e teve um disco de ouro atribuído pela RIAA em 24 de junho de 1974.] A trilha vendeu mais de dois milhões de cópias. É considerada uma das primeiras canções da disco music. Alguns consideram a primeira música do estilo disco a atingir o topo da tabela da Billboard, enquanto outros dão essa distinção para "Love's Theme" de Love Unlimited Orchestra, que foi número um no começo de 1974.
Depois do sucesso de "Rock the Boat", outros singles de Hues Corporation alcançaram o Hot 100 da Billboard incluído "Soul 'Rockin" (1974, # 18), "Love Corporation" (1975, # 62) e "I Caught Your Act" (1977, # 92).
Apesar do sucesso inicial, o grupo não foi conseguiu reproduzir o sucesso de seus hits anteriores e a banda se dissolveu em 1978. Com um interesse renovado na música disco no começo dos anos 1990, o grupo se reuniu para shows e eventos, incluindo o especial da PBS Get Down Tonight: The Disco Explosion.
O ex-integrante Fleming Williams, que fez o vocal masculino principal em "Rock the Boat", morreu na década de 1990. Muitas fontes afirmam que a data da sua morte foi setembro de 1992, mas pelo menos uma fonte afirma que ele morreu em fevereiro de 1998. De acordo com o Índice de Óbitos da Previdência Social, Fleming Williams morreu em 15 de fevereiro de 1998. Sua morte foi atribuída a uma "doença longa", embora outros, creditem a uma longa luta com as drogas.
Membro fundador, St. Clair Lee morreu em 8 de março de 2011, em Lake Elsinore, California. É dito que Lee morreu de causas naturais aos 66 anos, como está escrito nos obituários de Los Angeles Times em março.

## Discografia
- Freedom For The Stallion (1973)
- Rockin' Soul (1974)
- Love Corporation (1975)
- I Caught Your Act (1976)
- Your Place or Mine (1978)